# Rashid Mohamed Mbaraka Fatma
Rashid Mohamed Mbaraka Fatma est une médecin et une femme politique et ministre comorienne. 

## Biographie

### Enfance, formation et débuts
Rashid Mohamed Mbaraka Fatma obtient un doctorat en médecine à l'université de Cocody en 1989.

### Carrière
Elle travaille ensuite comme pédiatre de 1989 à 2000 puis en tant que médecin urgentiste de 2000 à 2017 au Centre hospitalier national El-Maarouf à Moroni. Elle est également membre du Coin Nord de Mitsamiouli. 
En juillet 2017, elle est nommée Ministre de la Santé, de la Solidarité, de la Protection sociale et de la Promotion du Genre par Azali Assoumani. Elle est remplacée par Loub Yacout Zaïdou en juin 2019.